# Kazimierz Paździor
Kazimierz Sylwester Paździor (Radom, 1935. március 4. – Wrocław, 2010. június 24.) olimpiai és Európa-bajnok lengyel ökölvívó.

## Pályafutása
Az 1957-es prágai Európa-bajnokságon és az 1960-as római olimpián könnyűsúlyban aranyérmet nyert.

## Sikerei, díjai
- Olimpiai játékok
  - aranyérmes: 1960, Róma
- Európa-bajnokság
  - aranyérmes: 1957, Prága